# Dominic Monaghan
Dominic Monaghan, född 8 december 1976 i Berlin, är en brittisk skådespelare, mest känd som karaktären Meriadoc Vinbock i Peter Jacksons version av Sagan om ringen-trilogin och som Charlie i TV-serien Lost.
Monaghan växte upp i Tyskland och flyttade med sin familj till England när han var 12 år gammal. Han talar således både engelska och tyska. Efter att ha sett Star Wars när han var sex år började han brinna för all slags film.
Innan rollen som Meriadoc Vinbock blev han känd i England för sin roll i Hetty Wainthropp Investigates (1996). 2010 var han med i musikvideon till Eminems och Rihannas låt "Love the Way You Lie". Där spelade han mot Megan Fox. 
Mellan 2004 och 2009 var han tillsammans med skådespelaren Evangeline Lilly som även hon spelade i Lost.

## Filmografi (urval)
- Hetty Wainthropp Investigates (TV-serie) (1996)
- Hostile Waters (TV) (1997)
- Monsignor Renard (TV Mini-serie) (1999)
- This Is Personal: The Hunt for the Yorkshire Ripper (TV Mini-serie) (2000)
- Sagan om ringen (film) (2001)
- Sagan om de två tornen (film) (2002)
- An Insomniac's Nightmare (2003)
- Sagan om konungens återkomst (film) (2003)
- The Purifiers (2004)
- SPiVS (2004)
- X-Men Origins: Wolverine (2009)
- Lost (TV-serie) (2004-2010)
- FlashForward (TV-serie) (2009-2010)
- Wild things (TV-serie) 2012-2013
- 100 Code (TV-serie) 2014
- Star Wars: The Rise of Skywalker (2019)